# Hora de Europa Oriental
| Azul claro | Hora europea occidental/Hora media de Greenwich (UTC±00:00)                                       |
| Azul       | Hora europea occidental/Hora media de Greenwich (UTC±00:00)                                       |
| Azul       | Hora europea occidental de verano/Horario de verano británico/Hora estándar irlandesa (UTC+01:00) |
| Rojo       | Hora central europea (UTC+01:00)                                                                  |
| Rojo       | Hora central europea de verano (UTC+02:00)                                                        |
| Amarillo   | Hora europea oriental/Hora de Kaliningrado (UTC+02:00)                                            |
| Caqui      | Hora europea oriental (UTC+02:00)                                                                 |
| Caqui      | Hora europea oriental de verano (UTC+03:00)                                                       |
| Verde      | Hora de Moscú/Hora de Turquía (UTC+03:00)                                                         |

Hora de Europa Oriental (EET, del inglés Eastern European Time) es uno de los nombres del huso horario que está en UTC+2, adelantado 2 horas respecto del tiempo universal coordinado.
Se utiliza en algunos países europeos, del norte de África y de Oriente Medio.
Durante los meses de menos luz los países que utilizan la Hora de Europa Oriental, usan UTC+2. Sin embargo, durante el resto del año aquellos países que usan horario de verano añaden una hora adicional pasando a UTC+3, la Hora de Verano de Europa Oriental (EEST).

## Países que la utilizan
Los siguientes países o partes del territorio del país utilizan la Hora de Europa Oriental todo el año:
- Egipto, desde el 21 de abril de 2015.
- Óblast de Kaliningrado (Rusia), desde el 26 de octubre de 2014. También usó la Hora de Europa Oriental, con horario de verano, en los años 1945 y 1991-2011. Véase también hora de Kaliningrado.
- Libia, desde el 27 de octubre de 2013, cambió desde la hora central europea, la cual usó en 2012. Usó la Hora de Europa Oriental todo el año entre 1980-1981, 1990-1996 y 1998-2012.

Los siguientes países o partes del territorio del país usan solamente la Hora de Europa Oriental durante el invierno:
- Bulgaria, desde 1894
- Chipre
- Egipto
- Estonia, en años 1921-40 y desde 1989
- Finlandia, desde 1921
- Grecia, desde 1916
- Israel
- Jordania
- Letonia, en años 1926-40 y desde 1989
- Líbano
- Lituania, en 1920 y desde 1989
- Moldavia, en años 1924-40 y desde 1991
- Rumanía, desde 1931
- Siria
- Territorios Palestinos
- Turquía, desde 1910 excepto 1978-85
- Ucrania, en años 1924-30 y desde 1990

Los siguientes países o partes del territorio del país utilizaron la Hora de Europa Oriental en el pasado:
- Bielorrusia, en años 1922-30 y desde 1990-2011.[1]
- Moscú utilizó la EET entre años 1922-30 y 1991-92. En Polonia fue utilizada en los años 1918-22.

En la Segunda Guerra Mundial Alemania utilizó la (Middle European Time (CET) en territorios del este ocupados.

## Principales áreas metropolitanas
- Atenas, Grecia
- Tesalónica, Grecia
- Nicosia, Chipre
- Ankara, Turquía
- Esmirna, Turquía
- Estambul, Turquía
- Sofía, Bulgaria
- Bucarest, Rumanía
- Chisináu, Moldavia
- Leópolis, Ucrania
- Kiev, Ucrania
- Minsk, Bielorrusia
- Vilna, Lituania
- Riga, Letonia
- Tallin, Estonia
- Helsinki, Finlandia
- Beirut, Líbano
- Tel Aviv, Israel
- Jerusalén, Estado de Israel y Autoridad Palestina
- Damasco, Siria
- Amán, Jordania